# 조연현문학상
조연훈문학상은 시인 조연현의 문학 업적을 기리기 위해 1982년 한국문인협회가 제정한 문학상이다.

## 역대 수상 작품
| 회     | 수상 연도 | 작가                                            | 작품                                                                |
| ------ | --------- | ----------------------------------------------- | ------------------------------------------------------------------- |
| 제1회  | 1982년    | 평론가 신동욱 시인 한성기                       | 『이청준 론』 『채만식의 소설연구』 등 『낙향이후』 등              |
| 제2회  | 1983년    | 하근찬                                          | 『수난2대』                                                         |
| 제3회  | 1984년    | 정벽봉 이보영                                   | 『광야에서』 '식민지 시대의 문학'                                   |
| 제4회  | 1985년    | 유재용                                          | 『성하』                                                            |
| 제5회  | 1986년    | 구경서 이태동                                   | 『산에 살리라』 '한국현대문학의 위상'                               |
| 제6회  | 1987년    | 김문수                                          | 『물레나물꽃』                                                      |
| 제7회  | 1988년    | 박재삼                                          | 『사랑이여』                                                        |
| 제8회  | 1989년    | 김영희                                          | 『이브의 건너방』                                                   |
| 제9회  | 1990년    | 이동하                                          |                                                                     |
| 제10회 | 1991년    | 최하림                                          | 『속이 보이는 심연으로』                                            |
| 제11회 | 1992년    | 최상규                                          |                                                                     |
| 제12회 | 1993년    | 송숙영                                          | 『줄광대』                                                          |
| 제13회 | 1994년    | 강희근                                          | 『화계리』                                                          |
| 제14회 | 1995년    | 이광복                                          | 『먼길』                                                            |
| 제15회 | 1996년    | 김상훈                                          | 『다시 송라에서』                                                   |
| 제16회 | 1997년    | 김제현 박양호                                   | 『현대시조평설』 벼락크럽                                           |
| 제17회 | 1998년    | 최기인 이옥희                                   | 『까치밥』 '들판에 서성이는 바람이어라'                             |
| 제18회 | 1999년    | 임성숙                                          | 『여자』                                                            |
| 제19회 | 2000년    | 김영기                                          | 평론집『백두산 문학의 영』                                          |
| 제20회 | 2001년    | 장백일                                          | 『한국현대문학 특수 소재 연구』                                     |
| 제21회 | 2002년    | 조병무                                          | 『존재와 소유의 문학』                                              |
| 제22회 | 2003년    | 장윤익                                          | 『사회주의 문학과 문학 이론』                                       |
| 제23회 | 2004년    | 박철희                                          | 『반시시대의 인문학적 상상력』                                      |
| 제24회 | 2005년    | (수상자 없음)                                   |                                                                     |
| 제25회 | 2006년    | 김우종                                          | 『한국문학의 자폐증』외                                             |
| 제26회 | 2007년    | 정광수 오양호                                   | 『문학과 공사상 그 역설적 논리』 '낭만적 영혼의 귀환'               |
| 제27회 | 2008년    | 이만재 김송배                                   | 『호모 사피엔스의 축제』 시론집 '여백의 시학'                       |
| 제28회 | 2009년    | 정영자                                          | 평론집『현대문학과 삶의 현장』                                      |
| 제29회 | 2010년    | 김종섭                                          |                                                                     |
| 제30회 | 2011년    | 박명자                                          | 『떠도는 나무』                                                     |
| 제31회 | 2012년    | 이명재 이정림                                   | 평론집『한국문학의 다원적 비평』 수필집 '당신의 의자'               |
| 제32회 | 2013년    | 이운룡                                          | 『어안을 읽다』                                                     |
| 제33회 | 2014년    | 추영수 진병도                                   | 시집『살아있는 이류』 평론집 ‘과도기의 미의식’                      |
| 제34회 | 2015년    | 반숙자                                          | 『몸으로 우는 사과나무』                                            |
| 제35회 | 2016년    | 김동수                                          | 『그림자 산책』                                                     |
| 제36회 | 2017년    | 시조시인 윤금초 문학평론가 송희복 수필가 최원현 | '큰기러기 필법' 시론집 '호모 심비우스의 노래' 수필집 '내 향기 내기' |